# Stade Rennais
Stade Rennais Football Club – francuski klub piłkarski z siedzibą w Rennes, od sezonu 2009/10 występujący w rozgrywkach Ligue 1. Klub ten został założony w 1901 roku jako Stade Rennais Université Club, a obecna nazwa zespołu obowiązuje od 1971 roku. Najlepsze miejsce, jakie udało się uzyskać Rennes w rozgrywkach ligi francuskiej to trzecia lokata w sezonie 2019/20 co pozwoliło na występy w Lidze Mistrzów.

## Symbole i barwy
Pierwszy mecz w historii klubu, odbył się 24 marca 1901, a zawodnicy Stade Rennais mieli na sobie koszulkę w pionowe niebiesko-granatowe pasy oraz granatowe spodenki i getry. Trzy lata później, gdy Stade Rennais połączył się z Football Club Rennes, Stade przejęło kolory tego klubu. Obecne czerwono-czarne barwy Stade Rennais FC pochodzą zatem od klubu FC Rennes. Według historyka klubu Claude’a Loire’a, czerwono-czarne kolory odzwierciedlają podwójną tożsamość - świecką, którą oznacza czerwień Republiki Francuskiej i katolicką, którą oznacza czerń, przypominającą sutanny księży.
Od tego czasu Stade Rennais tradycyjnie gra w czerwonej koszulce z czarnymi akcentami na rękawach, z czarnymi spodenkami i getrami, a producenci sprzętu zmieniają jedynie używane wzory. W roku 2001, sponsor techniczny, japoński Asics, chcąc uczcić setną rocznicę powstania klubu, wyprodukował specjalny trzeci komplet. Składała się na niego czarna koszulka, z czerwonym, przekątnym pasem, którego kontury były w złotym kolorze oraz czarne spodenki i getry.
| Lata      | Sponsor techniczny | Główny sponsor              |
| --------- | ------------------ | --------------------------- |
| 1969–1971 | Le Coq Sportif     | –                           |
| 1971–1972 | Le Coq Sportif     | Vichy Saint-Yorre           |
| 1972–1973 | Le Coq Sportif     | –                           |
| 1973–1979 | Adidas             | Banque Populaire de l'Ouest |
| 1979–1980 | Adidas             | Pavillons Lemoine Bernard   |
| 1980–1981 | Puma               | Pavillons Lemoine Bernard   |
| 1981–1982 | Puma               | –                           |
| 1982–1987 | Puma               | Pfizer Mecadox              |
| 1987–1989 | C’Drik Sports      | Pfizer Mecadox              |
| 1989–1990 | Duarig             | Pfizer Mecadox              |
| 1990–1992 | Puma               | Pfizer Mecadox              |
| 1992–1994 | Adidas             | Pfizer Mecadox              |
| 1994–1995 | Olympic Sportswear | Pinault-Printemps           |
| 1995–1997 | Adidas             | Pinault-Printemps           |
| 1997–1998 | Erima              | Pinault-Printemps           |
| 1998–2000 | Adidas             | Pinault-Printemps           |
| 2000–2002 | Asics              | Finaref                     |
| 2002–2003 | Uhlsport           | Finaref                     |
| 2003–2004 | Uhlsport           | Conforama                   |
| 2004–2006 | Airness            | Conforama                   |
| 2006–2007 | Airness            | Samsic                      |
| od 2007   | Puma               | Samsic                      |

## Sukcesy
- Zdobywca Puchar Francji: 1965, 1971, 2019
- Finalista Puchar Francji: 1922, 1935, 2009, 2014
- 3-krotny uczestnik Pucharu Zdobywców Pucharów
- 3-krotny uczestnik grupowych rozgrywek Puchar UEFA: 2005/2006 2007/08 Liga Europy UEFA (2011/2012)
- Finalista Puchar Intertoto: 1999
- Zwycięzca Puchar Intertoto: 2008
- Mistrz Ligue 2: 1956, 1983.

### Królowie strzelców

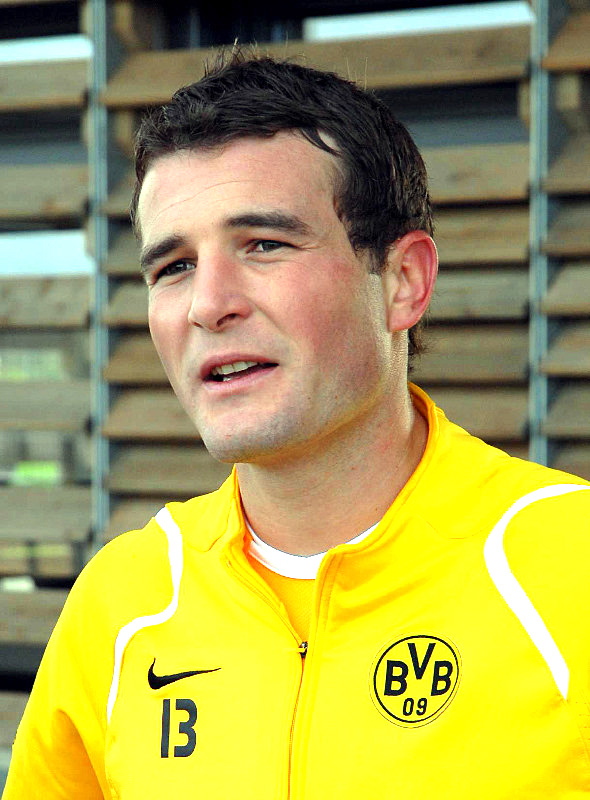
Alexander Frei, piłkarz Stade Rennais FC od 2003 do 2006.

Królowie strzelców ligi francuskiej występujący w barwach Stade Rennais FC.
| Zawodnik           | Bramki | Sezon     |
| ------------------ | ------ | --------- |
| Walter Kaiser      | 14     | 1932/1933 |
| Stéphane Guivarc'h | 22     | 1996/1997 |
| Alexander Frei     | 20     | 2004/2005 |

## Trenerzy
| Lata      | Imię i nazwisko  |
| 1906-1909 | Arthur Griffith  |
| 1920-1922 | George Scoones   |
| 1930-1931 | Trojanek         |
| 1932-1933 | Kálmán Székány   |
| 1933      | Philip McCloy    |
| 1933-1936 | Josef Schneider  |
| 1936-1941 | Jean Batmale     |
| 1941-1942 | Louis Bonneville |
| 1942-1945 | Jean Batmale     |
| 1945-1952 | François Pleyer  |
| 1952-1955 | Salvador Artigas |
| 1955-1961 | Henri Guérin     |
| 1961-1955 | Antoine Cuissard |
| 1965-1972 | Jean Prouff      |
| 1972-1975 | René Cédolin     |

| Lata      | Imię i nazwisko     |
| 1975      | Frédo Garel         |
| 1975-1976 | Antoine Cuissard    |
| 1976-1978 | Claude Dubaële      |
| 1978-1979 | Alain Jubert        |
| 1979-1982 | Pierre Garcia       |
| 1982-1984 | Jean Vincent        |
| 1984-1986 | Pierre Mosca        |
| 1986-1987 | Patrick Rampillon   |
| 1987-1991 | Raymond Keruzoré    |
| 1991-1993 | Didier Notheaux     |
| 1993-1996 | Michel Le Milinaire |
| 1996-1997 | Yves Colleu         |
| 1997-1998 | Guy David           |
| 1998-2001 | Paul Le Guen        |
| 2001-2002 | Christian Gourcuff  |

| Lata      | Imię i nazwisko     |
| 2002      | Philippe Bergeroo   |
| 2002-2003 | Vahid Halilhodžić   |
| 2003-2006 | László Bölöni       |
| 2006-2007 | Pierre Dréossi      |
| 2007-2009 | Guy Lacombe         |
| 2009-2013 | Frédéric Antonetti  |
| 2013-2015 | Philippe Montanier  |
| 2015      | Rolland Courbis     |
| 2016-2017 | Christian Gourcuff  |
| 2017-2018 | Sabri Lamouchi      |
| 2018-2021 | Julien Stephan      |
| 2021      | Philippe Bizeul (t) |
| 2021-     | Bruno Génésio       |

## Obecny skład
Stan na 15 sierpnia 2023
| Nr | Poz. | Piłkarz                       |
| -- | ---- | ----------------------------- |
| 1  | BR   | Gauthier Gallon               |
| 3  | OB   | Adrien Truffert               |
| 5  | OB   | Arthur Theate                 |
| 7  | NA   | Martin Terrier                |
| 8  | PO   | Baptiste Santamaria           |
| 9  | NA   | Arnaud Kalimuendo             |
| 10 | NA   | Jérémy Doku                   |
| 11 | PO   | Ludovic Blas                  |
| 14 | PO   | Benjamin Bourigeaud (kapitan) |
| 15 | OB   | Christopher Wooh              |
| 16 | OB   | Jeanuël Belocian              |
| 17 | NA   | Loum Tchaouna                 |
| 18 | NA   | Matthis Abline                |
| 19 | NA   | Amine Gouiri                  |

| Nr | Poz. | Piłkarz          |
| -- | ---- | ---------------- |
| 20 | PO   | Flavien Tait     |
| 21 | PO   | Nemanja Matić    |
| 22 | OB   | Lorenz Assignon  |
| 23 | OB   | Warmed Omari     |
| 28 | PO   | Enzo Le Fée      |
| 30 | BR   | Steve Mandanda   |
| 31 | OB   | Guéla Doué       |
| 33 | PO   | Désiré Doué      |
| 34 | NA   | Ibrahim Salah    |
| 40 | BR   | Geoffrey Lembet  |
| 38 | OB   | Mohamed Jaouab   |
| 39 | NA   | Mathis Lambourde |
|    | BR   | Alfred Gomis     |

### Piłkarze na wypożyczeniu
| Nr | Poz. | Piłkarz                                        |
| -- | ---- | ---------------------------------------------- |
|    | BR   | Doğan Alemdar (w Troyes AC do 30 czerwca 2024) |

| Nr | Poz. | Piłkarz                                              |
| -- | ---- | ---------------------------------------------------- |
|    | NA   | Alan Do Marcolino (w US Quevilly do 30 czerwca 2024) |

## Sztab szkoleniowy
Aktualne na dzień 11 lipca 2019
| Funkcja                   | Imię i nazwisko   | Kraj    |
| ------------------------- | ----------------- | ------- |
| Pierwszy trener           | Bruno Génésio     | Francja |
| asystent Pierwszy trener  | Gilles Rousset    | Francja |
| asystent Pierwszy trener  | Philippe Bizeul   | Francja |
| asystent Pierwszy trener  | Dimitri Farbos    | Francja |
| trener bramkarzy          | Olivier Sorin     | Francja |
| lekarz klubowy            | Jean-Yves Stephan | Francja |
| dyrektor techniczny       | Florian Maurice   | Francja |
| dyrektor zasobów ludzkich | Jérôme Bonnissel  | Francja |

## Stadiony

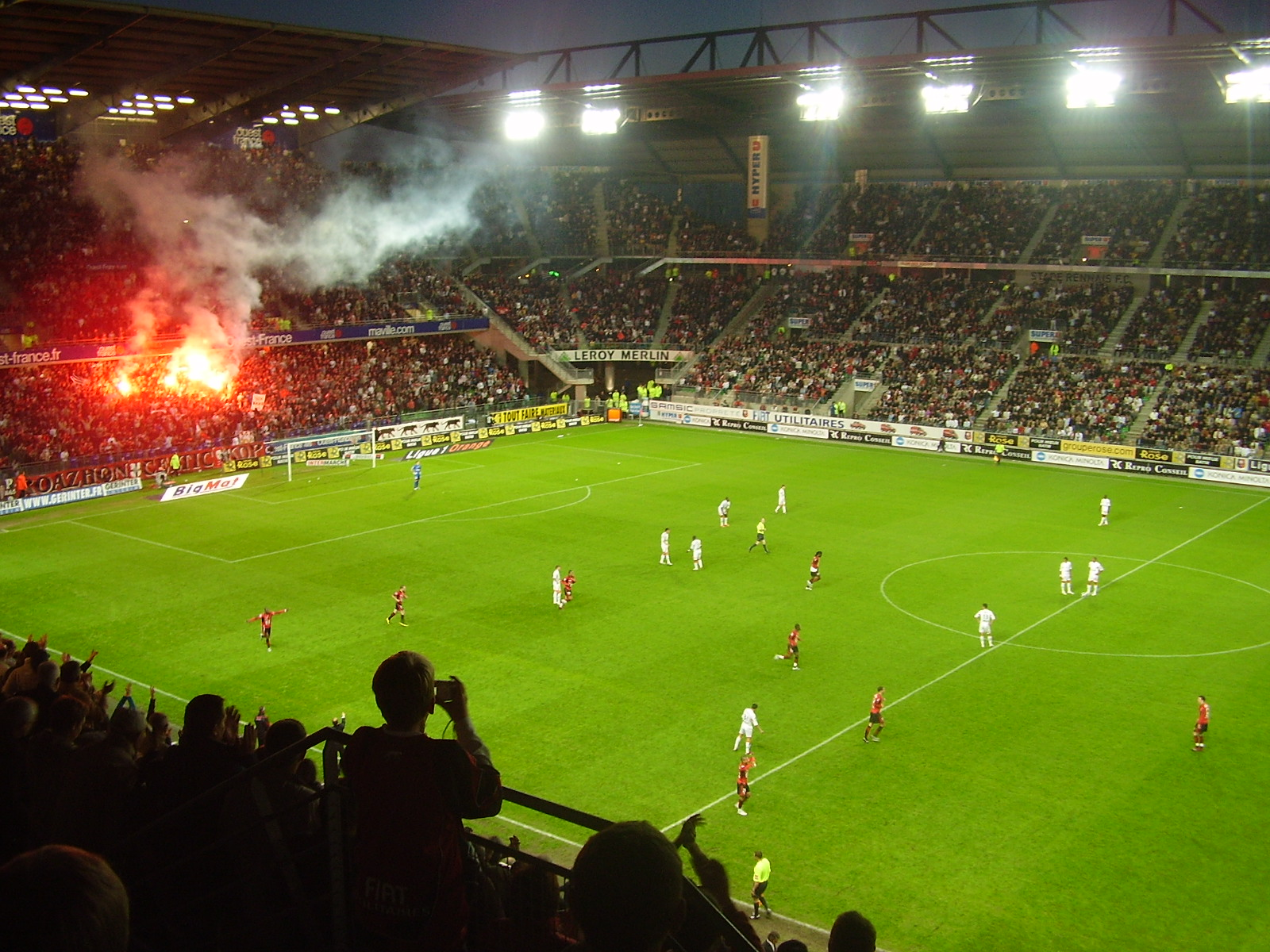
Roazhon Park

Rhoazon Park jest stadionem piłkarski położonym we francuskim mieście Rennes. Stadion został zbudowany i oddany do użytku w 1912 roku. W latach 2000–2005 stadion został podany gruntownej renowacji dzięki czemu pojemność stadionu została zwiększona do 31,127. Obecnie na stadionie swoje mecze rozgrywa drużyna Ligue 1 Stade Rennais. Największa frekwencja w historii stadionu wynosiła 29 778 widzów na meczu Stade Rennais-Olympique Marsylia, który odbył się 20 sierpnia 2005 roku.